# L'Ampolla

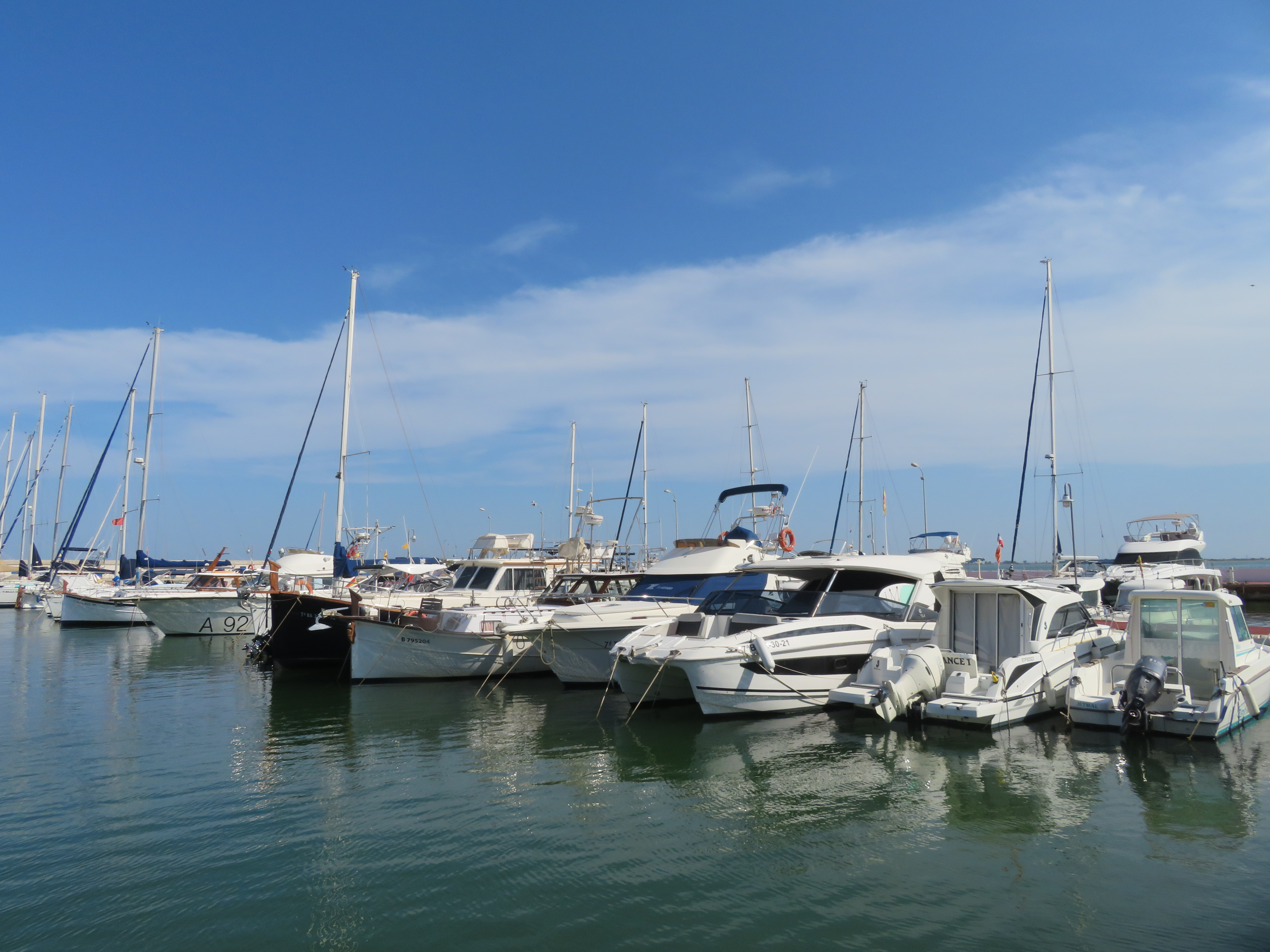
L'Ampolla

L'Ampolla là một đô thị trong comarca Baix Ebre, tỉnh Tarragona, cộng đồng tự trị Catalonia, Tây Ban Nha.

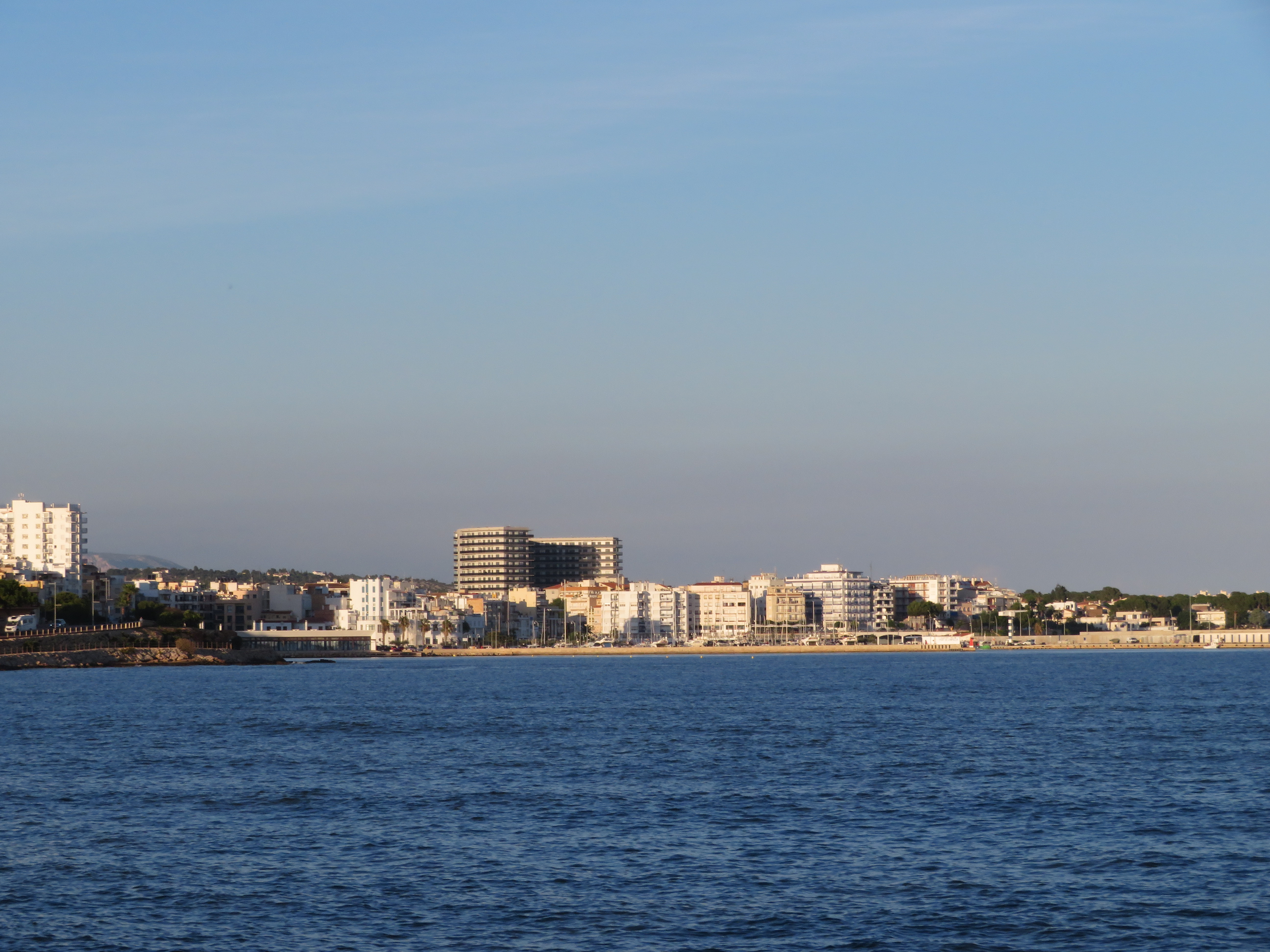
L'Ampolla

## Tham khảo

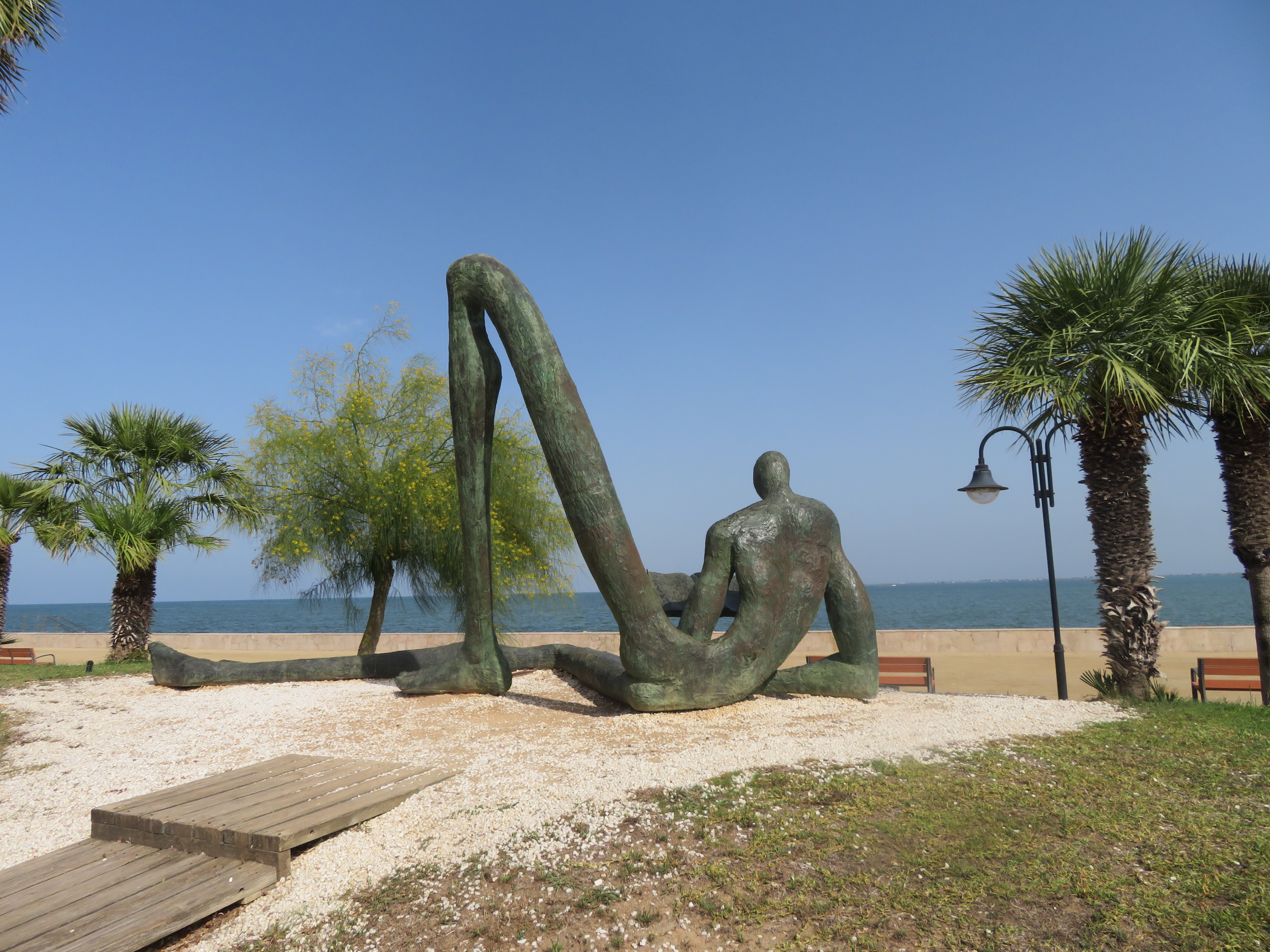
L'Ampolla